# La Baconnière
La Baconnière é uma comuna francesa na região administrativa da Pays de la Loire, no departamento de Mayenne. Estende-se por uma área de 27,36 km². Em 2010 a comuna tinha 1 967 habitantes (densidade: 71,9 hab./km²).